# Esplanade Geneviève-Anthonioz-de-Gaulle
L'esplanade Geneviève-Anthonioz-de-Gaulle, ou parc du Centre, est un parc urbain situé à Villeurbanne, en France. Constituant le prolongement nord de la perspective du quartier des Gratte-ciel, il a été aménagé l'emplacement d'une ancienne usine dont la cheminée a été conservée pour devenir une œuvre architecturale intitulée « Vue de la Cheminée », réalisée par Felice Varini. Elle rappelle le passé industriel de la ville.